# Joseph Lafontaine
Pour l’article homonyme, voir Lafontaine.
Joseph Lafontaine (4 avril 1885-14 décembre 1965) est un marchand et homme politique fédéral du Québec.

## Biographie
Né à Saint-Calixte-de-Somerset au Québec, il étudia dans la région d'Arthabaska.
Élu député du Parti libéral du Canada dans la circonscription fédérale de Mégantic—Frontenac en 1940, il fut réélu en 1945 et dans Mégantic en 1949, 1953 et en 1957. Il ne se représenta pas en 1958.